# 皮蘭科山
8°47′59″S 77°41′18″W / 8.79972°S 77.68833°W
皮蘭科山（Pilanco），是秘魯的山峰，位於該國北部安卡什大區的瓦伊拉斯省，處於普卡拉胡山東北面、阿爾帕瑪尤山西北面，屬於安第斯山脈中布蘭卡山脈的一部分，海拔高度約5,286米。